# مكان المنشأ

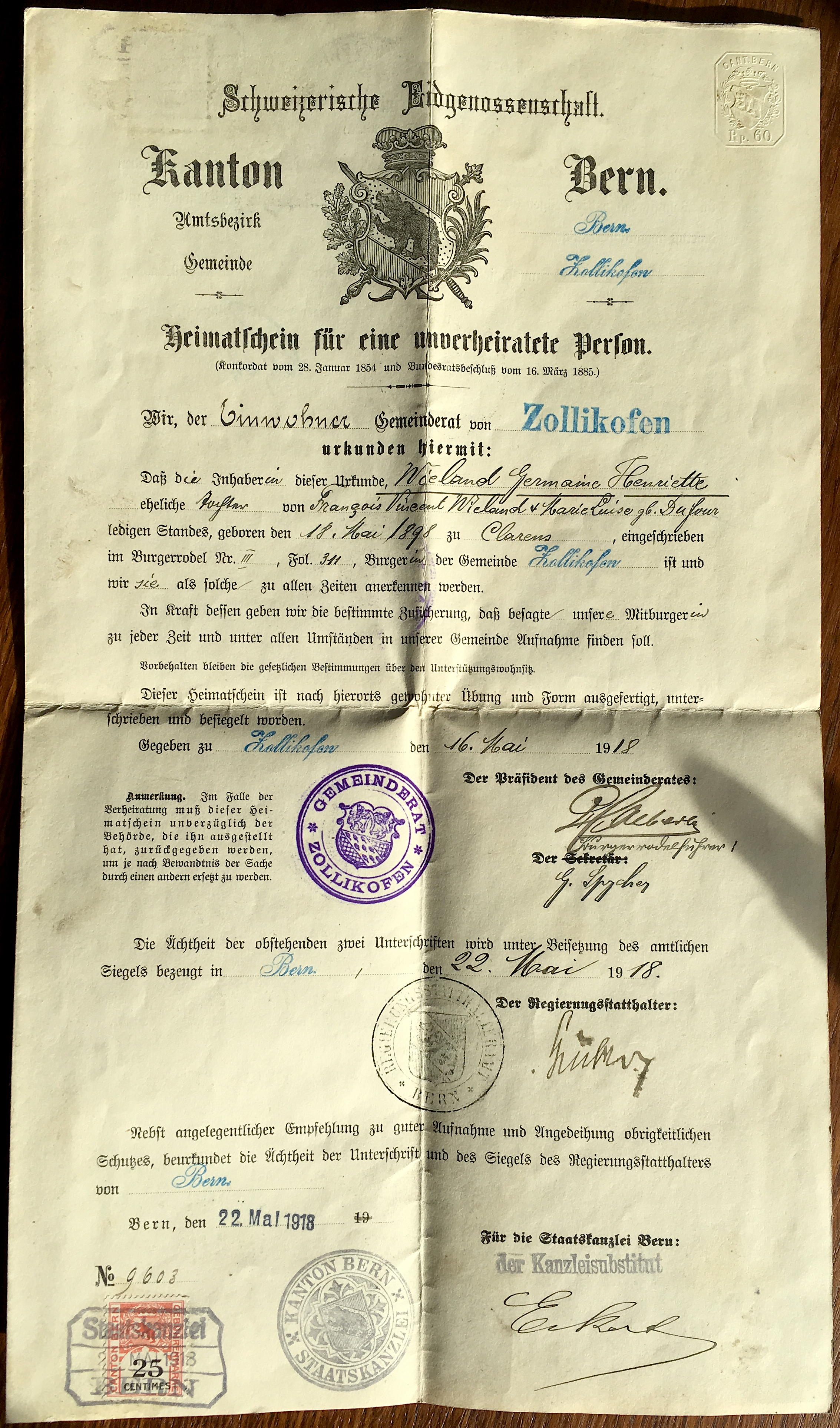

في سويسرا، مكان المنشأ ((بالألمانية: Heimatort or Bürgerort)‏، حرفياً «مكان البيت» أو «مكان المواطن»; (بالفرنسية: Lieu d'origine)‏; (بالإيطالية: Luogo d'origine)‏) تدل على المكان الذي حصل فيه المواطن السويسري على الجنسية البلدية. لا ينبغي الخلط بين مكان الولادة (Place of birth) أو مكان الإقامة (Domicile (law))، على الرغم من أن اثنين أو ثلاثة من هذه المواقع يمكن أن تكون متطابقة حسب الشخص.

## مقالات ذات صلة
- منزل الأجداد